# Entomobryoides
Genre
Entomobryoides est un genre de collemboles de la famille des Entomobryidae.

## Distribution
Les espèces de ce genre se rencontrent à Hawaï, en Amérique du Nord et en Europe.

## Liste des espèces
Selon Checklist of the Collembola of the World (version du 8 septembre 2019) :
- Entomobryoides dissimilis (Moniez, 1894)
- Entomobryoides guthriei (Mills, 1931)
- Entomobryoides kalakaua Carpenter, 1904
- Entomobryoides kea Christiansen & Bellinger, 1992
- Entomobryoides malena (Christiansen & Bellinger, 1992)
- Entomobryoides mauna Christiansen & Bellinger, 1992
- Entomobryoides mineola (Folsom, 1924)
- Entomobryoides puakea (Christiansen & Bellinger, 1992)
- Entomobryoides purpurascens (Packard, 1872)
- Entomobryoides sotoadamesi Jordana, Potapov & Baquero, 2011

## Publication originale
- Maynard, 1951 : A monograph of the Collembola or springtail insects of New York State. Ithaca New York Comstock Pub Co Inc, p. 1-339.